# Симеоновец
Симеоновец е село в Южна България. То се намира в община Септември, област Пазарджик.

## География
Селото се намира на границата между Родопите и Тракийската низина, на 3 км от шосето между София и Пловдив. Разстоянието от София е 101 км, а до областния град Пазарджик – 20 км.
То е почти слято със съседното с. Семчиново. Разположено е върху алувиален конус.

## Природа
В землището (общо около 5300 дка) горите са с широколистна растителност, но има и пояси с борови насаждения. Преобладават дъб, бук, габър, в по-високите части – бор и ела.
На територията на селото е имало вековни дъбове, но от „Корията“ (както се е наричал масивът) са останали около десет.
Характерни за района са терени с кисели почви и глинести пластове, които са предпоставка за добър водосбор, но вододайната зона на селото през годините оредява откъм здрави дървета. В по-ниските части на землището преобладават пясъци с високи подпочвени води.
На землището на селото се отглеждат различни култури – царевица, арпаджик, жито, пшеница. Все по-често се срещат и овощни градини от ябълки, череши и вишни. В миналото регионът е бил известен с лозята си.

## История
Съществуването на селото е от 1488 г. Съществуват документи за изплащане на данъци, според които селото първоначално се е казвало Елена (слънце).
На едно от билата над селото има останки от солиден строеж с неизяснен произход. Според някои това е било митница, която е облагала преминаващите търговци, които искали да преминават към Рим. Според други, това е стражева наблюдателна кула от времето на Второто Българско царство, от която чрез високи огньове се е препращал през Средна гора към Търновград сигнал за нашествия и опасности, но без разкопки да установят формата на градежите, такива предположения са безпочвени.
В подножието на възвишението има и други останки от светилище или привързан към светилището комплекс от сгради. Старинното поселище се идентифицира по множество гробове, които се появяват в свлачищната част „Бялата пръст“. Камерите са изградени от изправени, солидни плоски сиенитни камъни. Намерените останки впечатляват с ръста на погребаните. Отхвърля се предположението за погребения на войници след вероятна битка в района пред дефилето на Марица, защото има и камери с детски погребения.
Преминаващи любители историци и стажуващи студенти епизодично се интересуват от терена и го датират хипотетично към IV-V в., т.е. след разпада на Римската империя или Ранна Византия. Сред многобройни иманяри битуват легенди за оставени съкровища под угрозата на атакуващи врагове.

## Забележителности
Селото е съвсем в подножието на гористи прохладни хълмове и като терен е било подходящо място за отглеждането на многохилядното стадо на турски богаташ. Оборите за стадата се наричали сая. Мястото със саите е станало Саитово (селото на чобаните, доячите и аргатите, които се грижели за животните тук.
Историята за местния големец Саран бей е от по-късни години. Той завещал на сина си Саид ага толкова земя, колкото можел на кон да обходи в кръг от изгрев до залез. Но името на наследника не е в етимологията на името на селото.
Сегашното име Симеоновец е прогласено по повод рождението на царския наследник на Борис III – Симеон.
Връх Милеви скали е свързан с преданието за Смилен, който с рог направен от кора на дърво е възвестявал за опасности и се е чувал чак до селото.
Електрифицирано е през 1946 г. За асфалтови улици се броят две от цялата мрежа. Другите са предстоящи в бъдещето обекти.

В селото се намира паметник на един от тримата партизани Серафим Янакиев-Червенко убит през 1944 г. Читалището, носещо неговото име, съществува въпреки трудностите по поддръжката му. Самоотвержени самодейки ежегодно съставят свой репертоар и създават слава на селото сред много конкурентни състави.
По времето, когато Юрий Гагарин е бил на посещение в България, на разклона на Цариградския път, много хора са го посрещнали с възгласи и цветя. Но селяните от Симеоновец, нямало как да зарежат житата си и жънели. Когато Гагарин преминавал, те се затичали през нивите да го пресрещнат. Вероятно гледката напомнила за родните му трудолюбиви селяни и усмихнатият космонавт спрял кортежа и слязъл да ги поздрави. Селяните благоговеели пред него, изумени от щастието си да се срещнат с героя, когото несъмнено възприемали като докоснат от Бога.
Интерес представлява историята на църквата на селото. На монах от далечен манастир му се присънило, че трябва да отиде в това село и да намери отдавна изгубената икона на Дева Мария. Така му се присънило два пъти и той с разрешение на първосвещеника тръгнал да търси селото. Когато го намерил, намерил и двама души, които му повярвали. Тръгнали без определена посока, като тайнствени сили ги напътствали. Спрели на някаква поляна и монахът им казал да копаят тук. И още на първия метър намерили иконата. Селяните се зарадвали на този божествен знак и съградили Манастира „Рождество на Пресвета Богородица“. На източната външна стена и сега се чете годината 1883. Въпреки множеството посегателства и хулигански грабежи през отминалите години, църквата има забележителни стари стенописи, икони и Свещени книги.
Преди около двадесет години, стогодишната тогава баба Парашкева разказваше за своите ученически години в училището към този манастир, когато присъствали на свалянето на най-първата и вече спукана камбана. И гордо наблягаше на непостигнатата от други камбани по селата мелодичност на новата саитовска камбана.
Като особено магнетично място местните хора почитат „Кладенчето“. В горското усойно място извира вода с неповторима бистрота и мекота. От опита на поколения е съхранено убеждението, че тя лекува всички очни болки и възпаления. За тази благодат тукашните хора ревностно се грижат и пазят чистотата ѝ.

## Редовни събития
На 8 септември – Рождество Богородично се провежда храмов събор. Поклонници нощуват в манастира в нощта срещу 8 септември, за да измолят здраве и благоденствие за семействата си. На веселието след Литургията всяка година участват изпълнители на народна музика. Гордост за родителите си и учителите си е местната много гласовита и талантлива девойка – В.Миленина, която почти ежегодно поздравява гостите на празника със свои изпълнения. Допълнителна и неотменна част от традицията в този ден са борбите за наградата на селото.
През 2012 г. се състои един от най-големите и добре организирани събори в областта, за което основно се погрижи кметът на селото – Димитър Тодоров с подкрепата на родолюбиви спонсори.
Няколко години традиционният празничен курбан за Димитровден се провежда край осветения от пловдивски Владика параклис „Свети Димитър“ в източната част на селото.
Грижовни и богобоязливи хора от селото със собствени средства са реставрирали кръстовия постамент в западния край на селото в м. „Свети Илия“, където някога водата от реката пропадала и не стигала до градините за поливане. Поради особености на тектониката водата се губела в земята. Молитвеното място отбелязали с кръстен символ и го посветили на Св. Илия за вода и дъжд, без гръм и градушки. На Илинден шествие на поклонници излиза всяка година с химни и песнопения до святото място. Отпосле водата преминавала през терените, без да се губи. Даже воденица направили съвсем наблизо, макар че по стръмното колите с жито не излизали лесно. Преселници след Балканската война я поддържали до средата на миналия век, а старите още наричат мястото „Зизовата воденица“.
На 1 юни се провежда празник „Деца без дрога“. Празникът се провежда на язовира край Симеоновец със съдействието на будни младежи от селото и убедени привърженици на спорта като фактор срещу опасностите на съвремието.

## Обществени институции
На територията на село Симеоновец се намира основно училище „Св. св. Кирил и Методий“, което въпреки демографската криза не бива да бъде затворено и в идните години.

## Спорт
Тази година се възстанови футболният отбор на селото: "Ботев-2018 Симеоновец". Миналата година също се построи фитнес зала.

## Кухня
Печена царевица
Царевицата се поставя върху нагрят котлон, ламарина на тринога, или напрво на жаравата. Пече се докато почернеят върховете на царевичните зърна.
Пататник
Материали: 10 средни по големина картофа (около 1 кг), 200 грама сирене, 100 грама кашкавал (сирене), 1/2 ч.ч. олио, 2 с.л. краве масло, 2 яйца* 1/2 връзка пресен магданоз.
Обелваме картофите и ги настъргваме на едро ренде. Смесваме ги с настърганото на едро ренде сирене, настъргания кашкавал, яйцата, нарязания на ситно пресен магданоз, олиото и кравето масло. Объркваме добре сместа и я сипваме в тава. Печем в силна фурна, докато пататникът се запече отгоре – тогава го объркваме с лъжица и наливаме 1 чаена чаша топла вода. Допичаме докато остане на мазнина.
Пататникът е типично за Родопите картофено ястие. Рецептата се е предавала от поколение на поколение до наши дни. По класическия начин се пече в тава с ръчно, фино точени кори отгоре и отдолу в печка с дърва. След изпичане на долната кора се поставя дървен кръг /или Дъното на по-голяма тава/ отгоре, за да прикрепя сместа в корите. Обръща се с едно движение – през замах и при вдигането на тавата долната кора е вече горна. Дървеният кръг е вече поднос. След прецизно побутване на обърнатата баница, изсипвате бавно и я връщате в намазаната тава. И се пече отново.